# Karl Dammann (Tiermediziner)

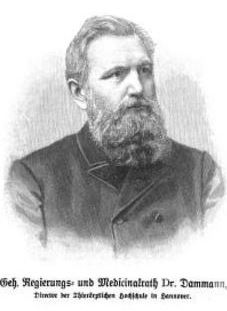
Karl Dammann

Karl Johann Christian Dammann (* 22. Oktober 1839 in Greifswald; † 1. Juni 1914 in Baden-Baden) war ein deutscher Tierarzt, Hochschullehrer und Fachautor. Er war der Vater des Bildhauers Hans Dammann.

## Leben
Karl Dammann studierte 1857/58 ein Semester Naturwissenschaften an der Universität Greifswald, danach 1858–1861 Tierheilkunde an der Tierarzneischule in Berlin, erlangte 1861 die tierärztliche Approbation als Tierarzt 1. Klasse. Daneben belegte er an der Berliner Universität auch medizinische Fächer. 1861 bis Ostern 1863 studierte er Medizin in Greifswald, promovierte hier (ohne ärztliche Prüfung) 1862 zum Dr. med. 1863 wurde er Kreistierarzt in Cottbus und Spremberg und 1865 Dozent, ab 1869 Professor an der Landwirtschaftlichen Akademie Proskau.
Nach dem Tod Moritz Fürstenbergs wurde Dammann 1873 an die Königliche Staats- und landwirtschaftliche Akademie Eldena und nach deren Auflösung 1877 an die Tierärztliche Hochschule Hannover berufen. 1881 ernannte man ihn zum Direktor der Tierarzneischule, ab 1887 Tierärztlichen Hochschule und schon 1881 zum Medizinalrat.
1874–1880 fungierte er als Präsident des Deutschen Veterinärrats. Außer zahlreichen Abhandlungen in Fachzeitschriften schrieb er das Werk Die Gesundheitspflege der landwirtschaftlichen Haussäugetiere (Berlin 1883–1886). Im Ehrenamt war Dammann noch Mitglied des Kaiserlichen Gesundheitsamts, des Reichsgesundheitsrats, des Landesveterinäramts, Vorstandsmitglied der Deutschen Landwirtschafts-Gesellschaft (DLG), Vorsitzender des Tierschutzvereins Hannover sowie Referent im Deutschen Landwirtschaftsrat und im Preußischen Landesökonomiekollegium. Außerdem wurde er Mitherausgeber der Deutschen Tierärztlichen Wochenschrift (ab 1895) und des Archivs für wissenschaftliche und praktische Tierheilkunde.
Von 1877 bis 1879 gehörte er als Mitglied der Nationalliberalen Partei dem Preußischen Abgeordnetenhaus an. Dort vertrat er als Abgeordneter den Wahlkreis Regierungsbezirk Stralsund 2 (Grimmen – Greifswald). Im Jahr 1909 wurde er zum Mitglied der Leopoldina gewählt. Als weitere Ehrungen erhielt er u. a. die Titel Geheimer Regierungsrat (1887) und Oberregierungsrat (1911), die Ehrenpromotion zum Dr. med. vet. h. c. durch die Universität Gießen (1907) und 20 Ehrenmitgliedschaften.
Sein Grab befindet sich auf dem Stadtfriedhof Engesohde in Hannover. Es ist geschmückt von der Skulptur eines trauernden Pilgers von der Hand seines Sohnes.
1906 stiftete die Tierärztliche Hochschule Hannover die Dammann-Medaille. Sie kann dem Verfasser der jeweils besten in der Fachliteratur veröffentlichten Leistung, die sich praktisch bewährt hat, verliehen werden. Erster Preisträger war 1921 Prof. Wilhelm Nöller (1890–1964).